# La Dictature parfaite
Pour plus de détails, voir Fiche technique et Distribution.
La Dictature parfaite (La dictadura perfecta) est un film mexicain réalisé par Luis Estrada, sorti en 2014.

## Distribution
- Alfonso Herrera : le producteur Carlos Rojo
- Osvaldo Benavides : Ricardo Díaz
- Silvia Navarro : Lucía de Garza
- Tony Dalton : réalisateur de TV MX (Pepe)
- María Rojo : Doña Chole
- Arath de la Torre : porte-parole du gouverneur Carmelo Vargas